# Scapanorhynchus
Genre
Scapanorhynchus est un genre éteint de poissons cartilagineux de la famille des Mitsukurinidae ayant vécu durant le Crétacé.
La famille des Mitsukurinidae ne compte plus aujourd’hui qu'une seule espèce, le requin-lutin (Mitsukurina owstoni). Ce requin de grands fonds est rare et considéré comme un « fossile vivant ».

## Liste d'espèces
Selon Paleobiology Database (25 août 2013) :

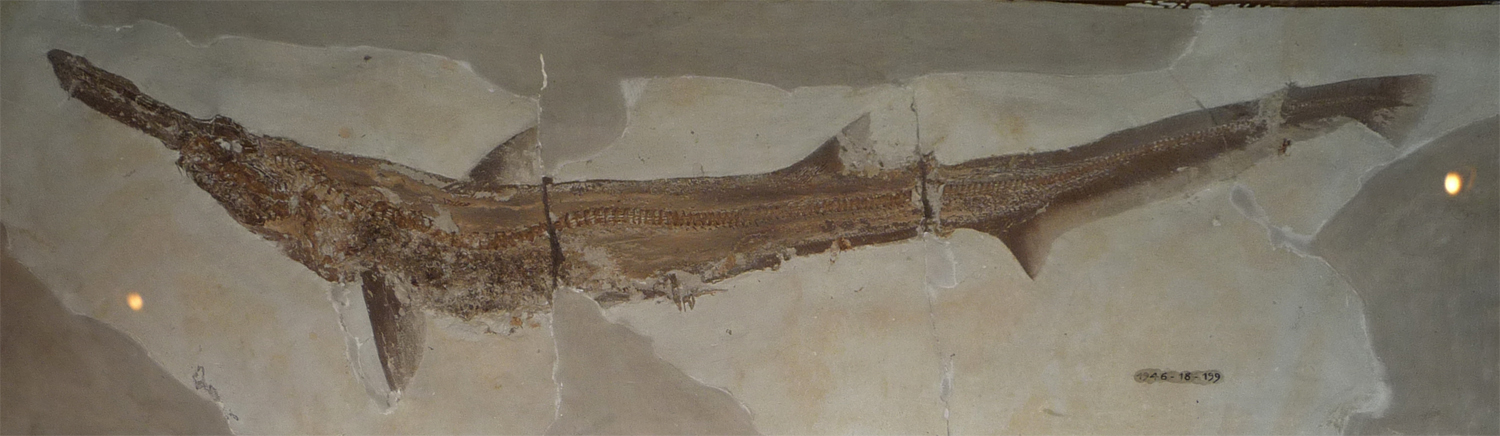
Fossile de Scapanorhynchus sp.

- † Scapanorhynchus elongatus
- † Scapanorhynchus gigas
- † Scapanorhynchus lewisii
- † Scapanorhynchus praeraphiodon
- † Scapanorhynchus rapax
- † Scapanorhynchus rhaphiodon
- † Scapanorhynchus subulatus
- † Scapanorhynchus texanus